# Secretary (Maryland)
Secretary és una població dels Comtat de Dorchester (Maryland) als Estats Units d'Amèrica. Segons el cens dels Estats Units del 2000 tenia 503 habitants.

## Demografia
Segons el cens del 2000, Secretary tenia 503 habitants, 197 habitatges, i 146 famílies. La densitat de població era de 747 habitants per km².
Dels 197 habitatges en un 33,5% hi vivien nens de menys de 18 anys, en un 57,4% hi vivien parelles casades, en un 13,7% dones solteres, i en un 25,4% no eren unitats familiars. En el 20,8% dels habitatges hi vivien persones soles el 7,6% de les quals corresponia a persones de 65 anys o més que vivien soles. El nombre mitjà de persones vivint en cada habitatge era de 2,54 i el nombre mitjà de persones que vivien en cada família era de 2,92.
Per edats la població es repartia de la següent manera: un 23,5% tenia menys de 18 anys, un 7% entre 18 i 24, un 31,4% entre 25 i 44, un 25,6% de 45 a 60 i un 12,5% 65 anys o més.
L'edat mediana era de 38 anys. Per cada 100 dones de 18 o més anys hi havia 91,5 homes.
La renda mediana per habitatge era de 39.063 $ i la renda mediana per família de 40.441 $. Els homes tenien una renda mediana de 26.023 $ mentre que les dones 22.292 $. La renda per capita de la població era de 15.881 $. Entorn del 10,3% de les famílies i el 12,7% de la població estaven per davall del llindar de pobresa.

## Poblacions properes
El següent diagrama mostra les poblacions més properes.